# Missionarie crociate della Chiesa
Le missionarie crociate della Chiesa (in spagnolo Misioneras Cruzadas de la Iglesia) sono un istituto religioso femminile di diritto pontificio: le suore di questa congregazione pospongono al loro nome la sigla M.C.I.

## Storia
La congregazione venne fondata a Oruro, in Bolivia,  il 16 giugno 1925 da Nazaria Ignacia March Mesa (1889-1943) per arginare la diffusione del protestantesimo tra le classi più umili del paese attraverso l'educazione, la diffusione della stampa cattolica e la visita ai malati e ai carcerati; ottenne il riconoscimento di istituzione di diritto diocesano il 12 febbraio 1927.
L'istituto ricevette il pontificio decreto di lode l'8 aprile 1935 e venne approvato definitivamente dalla Santa Sede il 9 giugno 1947.

## Attività e diffusione
Le missionarie crociate della Chiesa sono dedite essenzialmente all'attività missionaria: sono impegnate soprattutto nell'evangelizzazione delle comunità rurali e delle aree periferiche delle città con un pastorale itinerante, a due in due per le strade; sono anche dedite all'attività catechetica ed educativa e al lavoro sociale nelle prigioni e negli ospedali.
Sono presenti in Camerun, Francia, Guinea Equatoriale, Portogallo, Spagna: la sede generalizia è a Madrid.
Al 31 dicembre 2005, la congregazione contava 415 religiose in 79 case.